# Oksydaza L-aminokwasowa
Oksydaza L-aminokwasowa (ang. L-amino-acid oxidase, LAAO) – enzym z grupy oksydaz współdziałający z mononukleotydem flawinowym (FMN). Występuje w nerkach, katalizując deaminację oksydacyjną naturalnie występujących L-aminokwasów:
L-aminokwas + H2O + O2 {\displaystyle \rightleftharpoons } kwas 2-okso + NH3 + H2O2